# Dow Corning Tennis Classic 2012
Il Dow Corning Tennis Classic 2012 è stato un torneo di tennis femminile giocato sul campo indoor di cemento facente parte della categoria ITF Women's Circuit nell'ambito dell'ITF Women's Circuit 2012. Il torneo si è giocato a Midland (Michigan) negli USA dal 6 al 12 febbraio 2012 con un montepremi di $100,000.

## Partecipanti

### Teste di serie
| Nazionalità | Giocatore              | Ranking | Testa di serie* |
| ----------- | ---------------------- | ------- | --------------- |
| Rep. Ceca   | Lucie Hradecká         | 47      | 1               |
| Slovacchia  | Magdaléna Rybáriková   | 70      | 2               |
| Georgia     | Anna Tatišvili         | 80      | 3               |
| Stati Uniti | Irina Falconi          | 83      | 4               |
| Canada      | Stéphanie Dubois       | 87      | 5               |
| Francia     | Stéphanie Foretz Gacon | 91      | 6               |
| Bielorussia | Ol'ga Govorcova        | 97      | 7               |
| Stati Uniti | Jamie Hampton          | 117     | 8               |

- Le teste di serie sono basate sul ranking al 30 gennaio 2011.

### Altri partecipanti
Le seguenti giocatrici hanno ricevuto una wildcard per il tabellone principale:
- Julia Boserup
- Anne-Liz Jeukeng
- Alessondra Parra

Le seguenti giocatrici sono passati dalle qualificazioni:
- Madison Keys
- Samantha Murray
- Jessica Pegula
- Shelby Rogers

Le seguenti giocatrici hanno ricevuto un lucky loser entrando nel tabellone principale:
- Yana Buchina
- Federica Grazioso
- Lindsay Lee-Waters

## Campioni

### Singolare femminile
Ol'ga Govorcova ha battuto in finale  Magdaléna Rybáriková per 6-3, 6(8)–7, 7–6(5).

### Doppio femminile
Andrea Hlaváčková /  Lucie Hradecká hanno battuto in finale  Vesna Dolonc /  Stéphanie Foretz Gacon per 7–6(4), 6-2.